# Музей Соломоса
Музей Соломоса (греч. Μουσείο Σολωμού), также Музей Соломоса и Прославленных Закинфа (греч. Μουσείο Σολωμού και Επιφανών Ζακυνθίων) — музей в Греции, посвященный Дионисиосу Соломосу и Андреасу Калвосу. Находится на площади Святого Марка, в северном Закинтосе. В музее представлены произведения местного искусства XVIII и XIX веков, скульптуры, музыкальные инструменты, современные прославленному Закинфа и керамика. Есть также портреты, посвященные самым важным людям на острове.

## История

### Дионисиос Соломос
Родился на Закинфе, одном из Ионических островов, в том же 1798 году, когда турками был казнён Ригас Велестинлис.
Согласно принятой в то время в аристократических кругах Закинфа традиции, десятилетнего Дионисиоса отправили учиться в Италию. Это был период утверждения в итальянской литературе романтических тенденций, и на формирование поэтического дарования Соломоса повлиял опыт современной ему итальянской поэзии с её духом патриотизма и свободолюбия, приверженность народному языку и растущая ориентация на читателя из народа.
Окончил юридический факультет Павийского университета.

### Андреас Калвос
Как и Соломос, Калвос родился на острове Закинф, а подростком уехал в Италию учиться, потому что в аристократических кругах Ионических островов было принято получать образование в Италии. В итальянской общественной жизни того периода приобретали силы идеи борьбы против национального порабощения, за возрождение единого итальянского государства, и юный Калвос не обошёл этих воздействий. Он подружился с выдающимся итальянским поэтом-революционером Уго Фосколо, сопровождал его в эмиграции в Швейцарии, а позже в Лондон (за рубежом он зарабатывал на жизнь частными уроками). Вернувшись в Италию в 1820 году, Калвос вошёл к тайной организации карбонарии, но через год снова был вынужден бежать в Швейцарию. Следя оттуда за событиями Греческой революции, он откликается на них одами и в 1824 году издаёт в Женеве сборник «Лира» («Λύρα»). Через два года в Париже выходит его второй сборник — «Лирика» («Λυρικά»).